# Prasinocyma sanguinicosta
Prasinocyma sanguinicosta là một loài bướm đêm trong họ Geometridae.